# Ariniș
Ariniș é uma comuna romena localizada no distrito de Maramureș, na região histórica da Transilvânia. A comuna possui uma área de 27.13 km² e sua população era de 1051 habitantes segundo o censo de 2007.